# Ibrahim Said
Ibrahim Said (in arabo ابراهيم سعيد‎?; Alessandria d'Egitto, 16 ottobre 1979) è un allenatore di calcio ed ex calciatore egiziano, di ruolo difensore.

## Carriera

### Club
Ha esordito con la maglia dei club maggiori nel campionato egiziano, vestendo la divisa del Al Ahly; si è poi trasferito una stagione in prestito all'Everton ma senza mai scendere in campo. Dal momento del suo ritorno in patria, avvenuto nel 2003, ha disputato il campionato di casa, oltre a quello turco e libico.

### Nazionale
Con la maglia della Nazionale egiziana ha collezionato 50 presenze e ha conquistato per due volte la Coppa d'Africa.

## Palmarès

### Club

#### Competizioni nazionali
- Campionato egiziano: 2

Al Ahly: 1998-99, 1999-00
- Coppa d'Egitto: 2

Al Ahly: 2000-01, 2002-03

### Nazionale
- Coppa d'Africa: 2

2006, 2008